# 川口木七郎

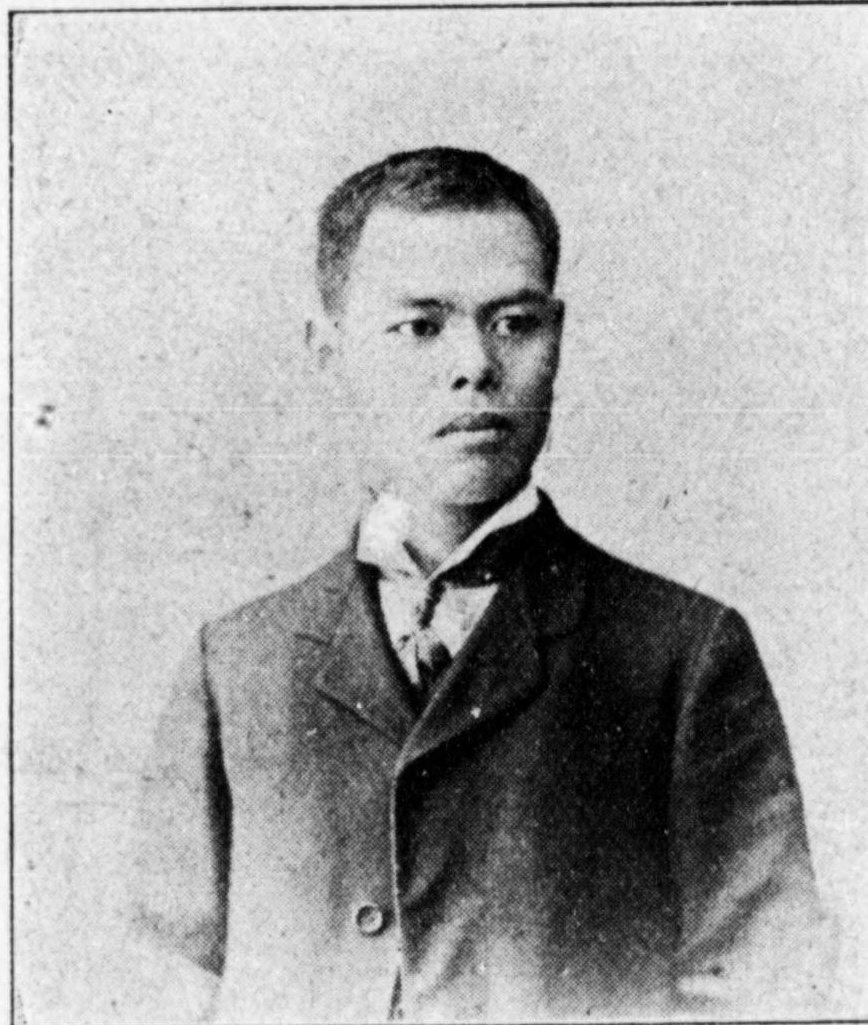
川口木七郎

川口 木七郎（かわぐち きしちろう、1870年5月5日（明治3年4月5日）- 1937年（昭和12年）10月17日）は、明治から昭和前期の地主、実業家、政治家。衆議院議員。

## 経歴
播磨国飾西郡書写村（兵庫県飾西郡曽左村、飾磨郡曽左村を経て現姫路市）で、大地主で代々里正を務めた醤油醸造業、川口家先代当主・川口木七郎、つた の長男として生れ、1881年（明治14年）8月、家督を相続し木七郎を襲名した。漢学を修め、のち神戸で外国人教師から英語、フランス語を学んだ。
家業の醤油醸造業を営み、山陽醤油社長、神戸信託取締役、姫路三十八銀行取締役、姫路銀行取締役、飾磨銀行取締役、神栄生糸取締役、飾磨郡素麺製造販売組合長などを務めた。
政界では、1890年（明治23年）飾磨郡会議員に選出され同参事会員にも在任。1896年（明治29年）兵庫県会議員に就任。所得税調査委員、飾磨郡教育会長なども務めた。
1902年（明治35年）8月、第7回衆議院議員総選挙に兵庫県郡部から政友本党所属で出馬して初当選。その後第13回総選挙まで3回再選され、衆議院議員に通算4期在任した。

## 国政選挙歴
- 第7回衆議院議員総選挙（兵庫県郡部、1902年8月、憲政本党）当選[9]
- 第8回衆議院議員総選挙（兵庫県郡部、1903年3月、憲政本党）当選[9]
- 第12回衆議院議員総選挙（兵庫県郡部、1915年3月、立憲国民党）当選[10]
- 第13回衆議院議員総選挙（兵庫県郡部、1917年4月、立憲国民党）当選[11]